# Bansenshukai

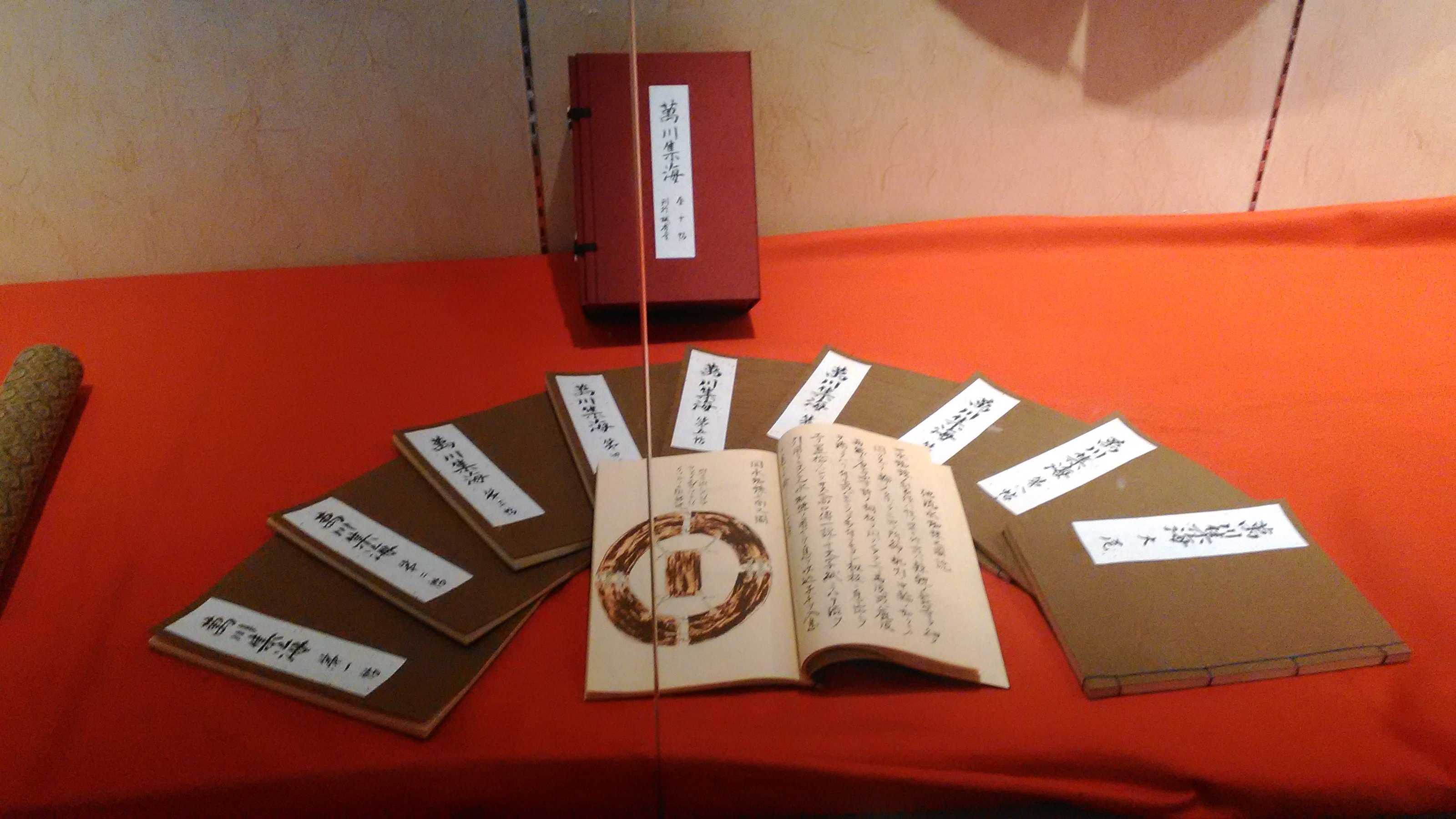
Bansenshukai

Bansenshukai (Kanji: 萬川集海, Vạn xuyên tập hải) là một cuốn sách tiếng Nhật có chứa một bộ sưu tập kiến thức từ các gia tộc ninja trong vùng Iga và Kōga vốn dành cho việc huấn luyện ninja. Tác phẩm do Fujibayashi Sabuji biên soạn vào năm 1676, trong những năm đầu thời Mạc phủ Tokugawa, để bảo tồn những kiến thức đã được phát triển trong cuộc xung đột quân sự gần như liên tục từ chiến tranh Ōnin cho đến khi kết thúc cuộc vây hãm Ōsaka gần 150 năm sau đó. Cũng như thông tin về chiến lược quân sự và vũ khí, nó có phần về niềm tin chiêm tinh và triết học của thời đại, và cùng với Shōninki năm 1681 và Ninpiden năm 1655 đã tạo nên ba nguồn tài liệu chính yếu chứa đựng thông tin trực tiếp về mọi hoạt động của ninja.

## Nội dung
Nội dung cuốn sách bao gồm:
- Hai tập viết về tư tưởng và triết học
- Bốn tập viết về sự lãnh đạo
- Ba tập viết về Yo-nin—ngụy trang mở rộng
- Năm tập viết về In-nin—xâm nhập kín đáo
- Hai tập viết về chiêm tinh học
- Năm tập viết về các loại công cụ và vũ khí

## Phiên bản
Có hai phiên bản:
1. Bản Koga có hai mươi hai chương giới hạn trong mười tập, với một tập bổ sung kèm theo tác phẩm.
2. Bản Iga có hai mươi hai chương giới hạn trong mười hai tập với bốn chương bổ sung trong bốn tập liên kết với cuốn sách này.[4]

## Bản sao
Sau Thế Chiến II, công chúng mới có dịp tiếp cận một số lượng hạn chế các bản viết tay của tác phẩm này. Một vài trong số các bản sao này nằm trong một số thư viện quốc gia và đại học lớn. Bộ sách gần đây đã được dịch lại sang nhiều thứ tiếng khác nhau bao gồm tiếng Anh, tiếng Pháp, tiếng Đức và tiếng Nhật.